# 次郎長三国志
『次郎長三国志』（じろちょうさんごくし）は、清水次郎長を主人公とする村上元三の連作時代小説、並びに映像化では最も著名かつ評価の高いマキノ雅弘監督の映画シリーズのタイトルを含めた、同作を原作とする映像化作品群。本作における「三国」とは駿河国（現在の静岡県中部）、遠江国（現在の静岡県西部）、三河国（現在の愛知県東部）を指す。

## 概要
「海道一の侠客」と謳われた清水次郎長（1820年 - 1893年）については、当人の活躍している当時から、巷間様々な伝承をもって語られていた。次郎長の養子となった山本鉄眉こと天田五郎（1854年 - 1904年）が、次郎長の生前である1884年（明治17年）4月に発表した『東海遊侠伝』等がこれに当たり、そうした虚実入り混じる次郎長像を一つの創作物に纏め上げたのが、二代目広沢虎造の浪曲である。この浪曲では、次郎長を始め大政・小政、森の石松や桶屋の鬼吉、法印大五郎、「次郎長一家」と呼ばれた人物にもスポットが当てられており、特に石松は、次郎長に勝るとも劣らぬ人気キャラクターとなり、最初の映画版で石松を演じた森繁久彌は、同作以降、一躍スター俳優になっていく。

## 小説
この虎造の浪曲や、その他の資料伝説を元に執筆されたのが村上元三の小説『次郎長三国志』である。同作は、『オール讀物』（文藝春秋新社、現在の文藝春秋）誌上に1952年（昭和27年）6月号から1954年（昭和29年）4月号まで連載された。GHQ統治下においてチャンバラが禁制とされていたが、占領終結により解禁となった直後という時代背景もあって、読者の熱狂的な支持を受け、村上の代表作の一つとなった。
しかし一方では、村上による次郎長一家の大胆な脚色が専門家からの「事実に悖る」という批判を蒙る事にもなった。また虎造の浪曲で馴染み深い「江戸っ子だってねぇ、寿司を食いねぇ」という石松の名場面も登場せず、創作としても一部から批判を受けた。とはいえ各章ごとに（次郎長を中心にしつつも）異なるキャラクターに焦点を絞って描かれた構成と、何より確かな筆力で読みやすい作品に仕上がっている。同作では、次郎長の出世から、没後に講談師神田伯山（三代目、1872年 - 1932年）によって「創作」が生まれるまで、が描かれている。伯山作品をベースにしたのが、前述の二代目広沢虎造の浪曲である。
最初の単行本は、『オール讀物』の版元である文藝春秋新社が『次郎長三国志』の題で1953年（昭和28年）に上梓した。同書には、『桶屋の鬼吉』、『關東綱五郞』、『淸水の大政』、『法印大五郞』、『增川の仙右衞門』、『相撲常』、『大野の鶴吉』、『森の石松』、『追分三五郞』、『投げ節お仲』の10章が掲載された。次に同年12月、連載のつづきを『続 次郎長三国志』として同社が上梓した。同書には、『三保の豚松』、『小川の勝五郞』、『森の八五郞』、『形の原斧八』、『小松村七五郞』、『七栗の初五郞』、『小松村お園』の7章、追って翌1954年に発行された『続々 次郎長三国志』には、『淸水の小政』、『二代目お蝶』、『神戶の長吉』、『吉良の仁吉』、『天田五郞』、『神田伯山』の6章がそれぞれ掲載されて、全23章が完結した。
次郎長や大政（山本政五郎、1832年 - 1881年）、小政（山本政五郎、1841年 - 1874年）、森の石松（? - 1860年）、桶屋の鬼吉（桶屋吉五郎）、法印大五郎（伊藤甚左衛門、1840年 - 1919年）、増川仙右衛門（1836年 - 1892年）、相撲常（相撲の常吉、1828年 - 1912年）、大野の鶴吉、吉良の仁吉（太田仁吉、1839年 - 1866年）、神戸の長吉（初芝才次郎、1814年 - 1880年）らは、実在の人物であるが、追分三五郞らは架空の人物であるといわれている。

## ビブリオグラフィ
初出以来の国立国会図書館蔵書等による一覧である。
- 『次郎長三国志』 : 『オール讀物』所収、文藝春秋新社、1952年6月 - 1954年4月発行（全23回連載）
- 『次郎長三国志』、文藝春秋新社、1953年発行
- 『続 次郎長三国志』、文藝春秋新社、1953年12月発行
- 『続々 次郎長三国志』、文藝春秋新社、1954年発行
- 『次郎長三国志 前篇』、大衆文学名作全集 第1巻、春陽堂書店、1956年発行
- 『次郎長三国志 後篇』、大衆文学名作全集 第2巻、春陽堂書店、1956年発行
- 『次郎長三国志 前篇』、春陽文庫 1210、春陽堂書店、1957年11月発行
- 『次郎長三国志 後篇』、春陽文庫 1211、春陽堂書店、1957年11月発行
- 『次郎長三国志』、時代小説大作全集 第15巻、六興出版部、1958年発行
- 『次郎長三国志』、青樹社、1964年発行
- 『次郎長三国志』、東京文芸社、1965年発行 ISBN 4808831961
- 『次郎長三国志』、広済堂出版、1971年発行
- 『次郎長三国志』、ロマン・ブックス、講談社、1976年発行
- 『次郎長三国志 上』、文春文庫、文藝春秋、1983年2月発行 ISBN 416730001X
- 『次郎長三国志 下』、文春文庫、文藝春秋、1983年3月発行 ISBN 4167300028
- 『次郎長三国志』全4巻、大活字本シリーズ、埼玉福祉会、1986年10月発行
- 『次郎長三国志』新装版、文春文庫、文藝春秋、1990年12月発行 ISBN 4167300036
- 『次郎長三国志』新装版、春陽文庫、春陽堂書店、1999年9月発行 ISBN 4394103010
- 『次郎長三国志 上』、角川文庫、角川グループパブリッシング、2008年7月25日発行 ISBN 4043906013
- 『次郎長三国志 下』、角川文庫、角川グループパブリッシング、2008年7月25日発行 ISBN 4043906021

## 登場人物
作によって途中で死ぬ仲間が出ており、展開がいろいろ変わってくる。

### 次郎長一家
清水次郎長
清水一家の大親分。自ら喧嘩に赴くのは一家の敵討ちのみ、いさかい・揉め事は極力手打ちと守りに勤める姿勢、来るものは拒まずの人柄で人望を集め多くの組を吸収、傘下にし縄張りを広げていく。後に維新志士らと酒を汲み交わし日本の状況を知っていく内に一家同士の縄張り争いに嫌気が差し、政治経済に目を向けていく。
お蝶
次郎長の幼馴染にして先妻。普通に育ち、渡世における修羅場つづきの激務に耐えられず体を壊し肺炎で死去。
政（大政）
次郎長の剣術指南で槍の達人。浪人で仕官を目指していたが次郎長に惚れ侠客になり、次郎長一家の剣術指南、軍師的な役割もこなす。荒神山では黒駒一家と手打ちにしようとした次郎長に反発し仲間を集め大将になる。
桶屋の鬼吉
尾張の生まれでひどい名古屋弁。桶職人の家に生まれるが跡を継ぐことを嫌がり家出、侠客になる。いかさま博打を見抜いた次郎長に身包み剥がされる所を助けられ次郎長第一の子分になる。出入りの時には必ず自分の桶を作り持って行く。前述のように、田崎潤が演じたいと直訴するなど次郎長、石松に次いで人気があり、作によっては用心棒である剣の達人を倒し大金星を上げるなど好待遇を受ける作品もある。
関東綱五郎
旅の途中で出会った黒目の五丁徳からの喧嘩の使いで来た折、次郎長が自分を斬らずに帰したことを意気に感じ、鬼吉に続く2人目の子分に。次郎長一家で唯一拳銃使い。
法印大五郎
なまぐさ坊主。初登場時、風呂に入っておらずとても臭く飯をおごってくれた恩から子分になる。前から持っていた錫杖で戦う。惚れていた幼馴染がいたが三馬政に寝取られた上女郎屋に売られ、次郎長の好意で身請けしようとしたが、性病で死んでしまい彼を目の敵とする。作によって荒神山で鬼吉を庇って死んでしまう。
森の石松
津川版では両目でどもりがあったが隻眼になるとどもりが直ったと言う設定になっている。上記の通り「石松三十石舟」のシーンは原作にはないがあまりにも有名な場面であるため、どの映像作品にも取り入れられており相手役の江戸っ子は芸達者なベテラン俳優が務めることが多い。
投げ節お仲
次郎長と鬼吉が出会った博打場のつぼ振り。いかさまを見抜かれるもその責を次郎長が尻拭い、逃してくれた恩義に惚れるがお蝶の存在を知り身を引く。お蝶の死後、後妻になり二代目お蝶を名乗る。名前の通り歌を流して旅をしている。史実では明治時代に入り幕府軍の兵士を匿った事で新政府軍に殺された。
追分三五郎
次郎長とお蝶の結婚後、次郎長の元を去ったお仲と共に旅をしていた侠客。お仲を一家に加える事を条件に子分になる。以後目立った活躍、記述は無くお仲が一家に入る橋渡し役の必要により作られた架空の人物と見られる。
政（小政）
大政に次いで剣の腕が立つ。大政と同じく本名が政だったため狛犬に習い小政と名づけられる。
大野の鶴吉
次郎長が大看板になった時期に農民の苦しい生活を逃げて長い者に巻かれるかのようにやってきた侠客。次郎長以外で唯一の妻帯者で恐妻家、剣の腕も無い。ある作品で手打ちの使者になるが、黒駒一家の罠で殺される。史実では、石松の通訳をしていた。
お千
鶴吉の妻で鶴吉を追いかけるようにして一家に入る。お蝶死後からお仲が入るまでの間、一家を切り盛りしたが気が強く、当時における理想の女性像とかけ離れており評判は最悪。ある作品では上記の鶴吉の死を受け入れられず気丈に振舞うも夫を弔うため一家を離れる。
相撲常
元力士で大飯喰らい。次郎長の好意で相撲興行を開催してもらった力士の1人。しかし、親方と喧嘩別れをした結果、親方の圧力で干されてしまい力士を廃業、侠客へと身を崩し次郎長一家に入る。芝居『一本刀土俵入り』に出てくる相撲取り茂兵衛のモデルは相撲常であり、力士時代にお仲のお世話になっている。
三保の豚松
三保の猟師の息子。無鉄砲かつ無謀な性格のせいで敵一家との喧嘩に明け暮れるうち隻眼、隻腕になってしまった。多くの講談で語られる森の石松像は彼が元だと言われている。
増川仙右衛門
大地主の息子。賭場の仕切りに才を見せ、剣の腕も確かな文武両道の侠客。
大瀬の半五郎
石松三十石舟で三番目に剣の腕があると言われている侠客。関東綱五郎と同一の人物ではないかと言われているが真相は定かではない。
奇妙院常之助
広沢虎造の浪曲に名前がある侠客。「常五郎」という表記もある。詳細は不明。
吉良の仁吉
大政らが一時期世話になっていた侠客。器量を見込まれ次郎長の後継者として期待されたが、荒神山の傷が元で病死。

### 味方
寺津の間之助
仁吉の恩人。仁吉に清水一家入りを薦める。
江尻の大熊
売り出しの次郎長が子分になった時の一家の親分。
侠客（次郎長の相棒）
次郎長と一緒に侠客になって売り出そうとした相棒。敵の策で殺される。名前が決まっていないため作品によって名前が異なる。
巾下の長兵衛
お蝶が倒れた時に次郎長一家をかくまった家の侠客。
身受山鎌太郎
石松が金毘羅参りに行った際にお蝶の香典を渡した。
神戸の長吉
仁吉の兄弟分。黒田屋勇蔵の子分で穴太徳次郎とは兄弟分だったが、黒田屋が仏心をおこして出家した後角井角之助の陰謀にはまって入牢している間、穴太徳に縄張りを奪われ、荒神山の喧嘩に発展する。

### 敵役
保下田久六
次郎長の好意で相撲興行をやらせてもらった興行主の侠客、後に勝蔵の提案で岡引になる。お蝶が倒れ次郎長一家から助けを求められるが、勝蔵からカタギがやくざの味方をするのかと唆され次郎長を裏切る。その後お蝶の弔い合戦に来た次郎長を恐れ助勢を頼むも恩知らずと周りはおろか、黒駒からも断られ殺されるが全ては久六の縄張りを手に入れるために仕組んだ黒駒の謀略である。黒駒に利用され殺される作品もある。
黒駒勝蔵
甲府の生まれという、出自にコンプレックスを持っており次郎長と対立していたのも「甲斐の山猿が海を望める所まで来た」という理由で次郎長に追いつき追い越せと苦労した。戊辰戦争中江戸への上洛で清水を通らせ、次郎長に頭を下げさせた事を喜ぶと既に諸外国との戦争に目が向いていた次郎長から「器量が狭い」と失望された。
三馬政
一匹狼のやくざで拳銃も扱う。次郎長一家の目の敵にされて身の危険を感じ黒駒一家に転がり込み切り込み隊長として暗躍する。荒神山では大将を任されるも途中来る予定の援軍が一向に来ず既に勝蔵から見限られたと気づくが時既に遅く次郎長一家に殺される。最後は一家からめった刺しにされる、法印大五郎の前に召しだされ、仇討ちを完遂されるなど様々に分かれている。
都鳥吉兵衛、都鳥梅太郎、都鳥常吉
都鳥三兄弟と呼ばれる悪党。評判が悪く石松の金を巻き上げ博打で全部すったあげく石松を騙まし討ちにし、次郎長に殺される。
穴太徳次郎
長吉がいない間に縄張りを彼から奪い、荒神山では三馬政と並び大将になるが戦死。
竹居安五郎
勝蔵の兄貴分。通称「ども安」。

## 映画

### 東宝版

#### 概要
1950年代の作品、東宝版は全作モノクロ作品である。『次郎長三国志』が『オール讀物』に連載されていた当時、田崎潤が桶屋の鬼吉を演じるために自ら東宝に企画を売り込んだのが映画化の契機である。この企画は本木荘二郎プロデューサーによって正式に採用され、既に「次郎長もの」の映画を手掛けた経験のあったマキノ雅弘が監督となった。主演の次郎長には東宝社長の小林一三からの指名で小堀明男が選ばれ、法印大五郎役の田中春男、そして石松役の森繁久彌は田崎と同じく自ら志願しての出演となった。東宝版の第一部を撮影中、マキノは別の映画の応援と共同監督を行った。その映画とは新東宝の『ハワイの夜』で、本作の主役はのちに東映版の次郎長を演じることになる鶴田浩二であった。『ハワイの夜』は『第二部』と同じ日に公開された。
こうして二作あわせて製作された、シリーズ第一作『次郎長三國志 次郎長賣出す』、ならびに第二作『次郎長三国志 次郎長初旅』は1952年12月から1953年1月にかけて、年末・正月映画として封切られた。原作者の村上自身が脚色を務めた（松浦健郎との合筆）他、広沢虎造も出演を果たしている。チーフ助監督には岡本喜八郎（のちの岡本喜八）が付いた。この作品は小堀の初主演作であり低予算の作品であったが、興行的な成功を収めシリーズ化が決定する。矢継ぎ早に続編が製作され、キャストにも三保の豚松役に加東大介、投げ節お仲役に久慈あさみ、お園役の越路吹雪など豪華な顔触が並ぶようになった。豚松役の加東大介は黒澤明監督の『七人の侍』に出演するよう東宝側から強制され、第五部で途中降板した。加東降板に際して、東宝はマキノに「ブタマツコロセ」という電報を送った。マキノはこれに対し「コロシヤマキノ」と名乗って返電したが、実際に送った文面は岡本喜八が書き改めたという。
しかし余りにも短期間に製作が行われたことにより、映画のストーリーが当時まだ連載中だった原作を追い越し、映画はオリジナルの作品となっていく。また加東大介の途中降板（前述）や第八部の改題（マキノは石松を主役に据えるため「石松開眼」の題を提案したが、東宝サイドから『海道一の暴れん坊』という題を強制された）、さらに村上への原作料の滞納など、東宝サイドの意向と現場サイドの意向に齟齬を来たすようになり、マキノの製作意欲も低下していく。『鴛鴦歌合戦』（1939年）などで「早撮りの名人」と謳われたマキノであるが、殺人的なスケジュールを強制する上に何かと注文の多い東宝サイドに嫌気がさしたと言われている。マキノは第八部を最終回のつもりで作り完成直後に解散式まで行われたが、東宝が次回作の公開日を決めポスターも作ってしまったため、一週間ほどで第九部を作ったという。結局、次郎長最大の見せ場である『荒神山』を前後篇に分けて完結篇として製作される予定であったが、前半の『第九部 荒神山』を最後に『第十部 荒神山後篇』が製作されないまま、シリーズは未完となった。
『第十部 荒神山後篇』は予告編が撮影されており、本編も多少なりとも撮影されたのでは、とも言われている。マキノは「撮影だけはした」とインタビューで述べている。『第十部』に出演した岡田茉莉子は、自身の出番は全て撮り終えており映画は完成されたものだと思っていたという。追分三五郎役の小泉博も未完に終わったことが残念であったと述懐している。『第九部』の最後に『第十部』の特報があり、封切り当時にこれを観た山根貞男と山田宏一は、「第十部を観た記憶がある」と、しばらく後まで思い込んでいた。未完に終わった『第十部』のシナリオは既に完成しており、脚本家は『七人の侍』などの橋本忍であった。『第九部』公開当時の『キネマ旬報』記事では、『第九部』の脚本も橋本忍と記載されており、KINENOTEの『第九部』における記述も同様である。ただし『第九部』の脚本についての本篇クレジットは、橋本の名はなく、マキノ雅弘とある。

#### 評価・再評価
シリーズ全作がこれまで一般に市販されるソフト化は行われたことがなく、僅かに会員制のキネマ倶楽部で発売されたのみである。しかし濫造気味ながら完成度の高い内容への評価は高く、また同時期（1955年）の『夫婦善哉』と合わせて森繁の出世作となった。
2011年、スタジオジブリの鈴木敏夫が、あるコンサート会場で偶然居合わせた漫画家の尾田栄一郎と次郎長の話になる。「ジブリ汗まみれ」で鈴木は東宝の高井社長（当時）にDVD化を直訴し、尾田もそれに便乗した。DVD化の条件として「DVDのジャケットイラストは尾田栄一郎が手掛けること」が挙げられ、尾田は恐縮しながらもそれを承諾。箱の題字は鈴木が担当した。結果、DVD-BOX発売が決定、全三集のDVD-BOXが同年10月から順次発売された。このDVD-BOXは、尾田栄一郎描き下ろしイラストと劇場公開時ポスターとのリバーシブルジャケットとなっている。
公開当時は批評界から評価されなかったが、映画批評家であり『キネマ旬報』編集長であった白井佳夫は、この東宝版を、日本映画の最高峰に位置すると評した。『日本大百科全書』（小学館）には、同作の項目があり、同作を「マキノの最高傑作である」と位置づける。

#### シリーズ
1. 『次郎長三國志 次郎長賣出す』 （1952年12月4日公開）
2. 『次郎長三国志 次郎長初旅』 （1953年1月9日公開）
3. 『次郎長三国志 第三部 次郎長と石松』 （1953年6月3日公開）
4. 『次郎長三国志 第四部 勢揃い清水港』 （1953年6月23日公開）
5. 『次郎長三国志 第五部 殴込み甲州路』 （1953年11月3日公開）
6. 『次郎長三国志 第六部 旅がらす次郎長一家』 （1953年12月15日公開）
7. 『次郎長三国志 第七部 初祝い清水港』 （1954年1月3日公開）
8. 『次郎長三国志 第八部 海道一の暴れん坊』 （1954年6月8日公開）
9. 『次郎長三国志 第九部 荒神山』 （1954年7月14日公開）
10. 『次郎長三国志 第十部 荒神山後篇』 （未公開）

#### 主なキャスト
- 清水次郎長 - 小堀明男
- お蝶 - 若山セツ子（1-6）
- 張子の虎三 - 広沢虎造
- 大政 - 河津清三郎
- 法印大五郎 - 田中春男
- 関東綱五郎 - 森健二
- 桶屋の鬼吉 - 田崎潤
- 江尻の大熊 - 沢村国太郎（1-5,7-8）
- 増川仙右衛門 - 石井一雄（2-8）
- 森の石松 - 森繁久彌（2-8）
- 投げ節お仲 - 久慈あさみ（3-7）
- 追分三五郎 - 小泉博（3-9）
- 三保の豚松 - 加東大介（4-5）
- 小川武一 - 清水元（3-4）
- 保下田の久六 - 千葉信男（4,6-7）
- 黒駒の勝蔵 - 石黒達也（4,9）
- お千 - 豊島美智子（1-2,4-5,8）
- 沼津の佐太郎 - 堺左千夫（2,7-8）
- 大野の鶴吉 - 緒方燐作（5-9）
- 島の喜代蔵 - 長門裕之（6-9）
- お園 - 越路吹雪（6,8）
- 七五郎 - 山本廉（2,6-9）
- 浜松の政五郎(小政) - 水島道太郎（8-9）
- 身受山鎌太郎 - 志村喬（8）
- 夕顔 - 川合玉江（8）
- 吉良の仁吉 - 若原雅夫（9）
- お米 - 角梨枝子（9）
- 神戸の長吉 - 千秋実（9）

#### 主なスタッフ
- 原作：村上元三
- 監督：マキノ雅弘
- 脚本：村上元三（1-2）、松浦健郎（1-7）、小川信昭（8）、沖原俊哉（8）、橋本忍（9）
- 音楽：鈴木静一（1-9）
- 製作：本木荘二郎
- 構成：小国英雄（3-7）
- 撮影：山田一夫（1-4・9）、飯村正（5-8）
- 照明：西川鶴三（1-9）
- 美術：中古智（1-2）、北健夫（3-7）、阿久根巌（3-4）、浜上兵衛（5-7）、北辰雄（8-9）
- 録音：西川善男（1-4・6-9）、小沼渡（5）
- 編集：長田信（1-7）、庵原周一（8-9）
- 特殊技術：東宝技術部（1-5）
- 浪曲構成：中川明徳（2-9）
- 監督助手：岡本喜八郎（1-7）、岡本喜八（8）、小松幹雄（9）
- 製作担当者：根津博（1-2）、森本朴（3-9）
- 現像：東宝現像所（1-9）

### 東映版

#### 概要
1960年代の作品である。マキノは自身も語っている通り、自作のリメイク作品が顕著に多い監督であるが、この「次郎長三国志」も映画会社を変えてリメイクが行われた。1963年から今度は東映で製作されることになった。1963年という年は、時代劇中心だった東映が鶴田浩二を中心とする仁侠映画会社への移行を本格化させた年である。1960年に鶴田と共に東映入りしていた俊藤浩滋はプロデューサー見習いをしていたが、1964年の「次郎長三国志　第三部」、「大笑い殿さま道中」より名前がクレジットされるようになる。こちらも第一部から第三部までは短期間に製作され、全四作で完結している。しかし最終作の終わり方はストーリーに改変が加えられており、続編を作ろうと思えば作れるような結末となっている。続編が作られなかった理由は、東映が時代劇映画からの撤退が既定路線だったことが理由か、マキノのモチベーションによるものかは不明である。
撮影中、マキノは同時に仁侠映画の代表シリーズ「日本侠客伝」シリーズも撮影していた。藤山寛美がマキノ作品に初出演を果たし、その演技力がマキノに高く評価された。しかし藤山は逆に「マキノ監督は自分に何も教えてくれない」と僻んだという。東宝版で初めて「法印大五郎」役を演じた田中春男は、東宝専属俳優であったが、日活での『次郎長遊侠伝 秋葉の火祭り』（監督マキノ雅弘、1955年2月18日公開）でも「法印大五郎」役で出演している。「大五郎役は自分しか出来ない」と自認しており、その意気込みと実際の演技力を買われてほぼ全ての次郎長映画で同じ役を演じている。1912年（明治45年）3月25日生まれの田中は、東映版第1作公開時すでに満51歳であり、次郎長役の鶴田が満38歳、大政役の大木実が満39歳、綱五郎役の松方弘樹が満21歳、鬼吉役の山城新伍が満24歳、石松役の長門裕之が満29歳といった清水一家の中で、突出した実年齢であった。重鎮・小川の武一を演じた近衛十四郎（公開時満47歳）よりも実年齢が上であった。「『法印はわしがやる』と言ってきかないんですよね」とマキノはのちに述懐している。
この東映版は全作カラー作品である。キネマ倶楽部を含めて一度もVHSソフト化されたことがなかったが、2008年にDVDで全作品がリリースされた。鶴田浩二と共にデビュー間もない藤純子（富司純子）や松方弘樹、里見浩太郎ら後年のヤクザ映画や時代劇に欠かせないスターとなる若手が出演していることなど、やはり日本映画史上において重要な作品群である。

#### シリーズ
1. 『次郎長三国志』 （1963年10月20日公開）
2. 『続・次郎長三国志』 （1963年11月8日公開）
3. 『次郎長三国志 第三部』 （1964年2月8日公開）
4. 『次郎長三国志 甲州路殴り込み』 （1965年8月25日公開）

#### 主なキャスト
- 清水次郎長 - 鶴田浩二
- お蝶 - 佐久間良子
- お千 - 藤純子
- 新吉 - 堺駿二
- 関東綱五郎 - 松方弘樹（1-3）、曽根晴美（4）
- 桶屋の鬼吉 - 山城新伍
- 大政 - 大木実（1 - 2・4）、中村竹弥（3）
- 江尻の大熊 - 水島道太郎（1 - 3）、山本麟一（4）
- 法印大五郎 - 田中春男
- 森の石松 - 長門裕之
- 増川仙右衛門 - 津川雅彦（1 - 3）、矢野圭二（4）
- 佐太郎 - 藤山寛美（1）
- 投げ節お仲 - 丘さとみ（2 - 3）、安城百合子（4）
- 追分三五郎 - 大村文武（2）、品川隆二（3 - 4）
- 小川武一 - 近衛十四郎（2）
- 小政 - 里見浩太郎（3 - 4）
- 三保の豚松 - 佐藤晟也（3 - 4）
- 保下田の久六 - 遠藤辰雄（3 - 4）
- 黒駒勝蔵 - 丹波哲郎（3）
- 小松村の七五郎 - 待田京介（4）
- お園 - 南田洋子（4）

キャストの一部に変更があるのは、本シリーズがあまりにもタイトなスケジュールで撮影されたため、他作品とバッティングした俳優が止む無く交代したことによる。こうした傾向は当時の東映のシリーズ作品にはしばしば見られ、例えば『仁義なき戦い』シリーズではさらに顕著な交代劇が見られる。

#### 主なスタッフ
- 原作：村上元三
- 企画：小倉浩一郎（1-3）、俊藤浩滋（1-4）、橋本慶一（4）
- 監督：マキノ雅弘
- 脚本：マキノ雅弘（1-4）、山内鉄也（1-4）
- 音楽：鈴木静一（1-2）、津島利章（3）、菊池俊輔（4）
- 撮影：三木滋人（1-3）、山岸長樹（4）
- 照明：中山治雄（1-3）、増田悦章（4）
- 美術：鈴木孝俊（1-4）
- 録音：東城絹児郎（1-3）、渡部芳丈（4）
- 編集：宮本信太郎（1-4）
- 擬斗：谷俊夫（1-3）、足立伶二郎（4）
- 記録：梅津泰子（1-4）
- 助監督：山内鉄也（1-3）、折田至（4）
- 進行主任：並河正夫（1-2）、藤井又衛（3）、福井良春（4）

### 角川版
2008年の作品である。マキノ雅弘の甥で東映版にも出演した津川雅彦が、マキノ雅彦名義で監督した。2007年10月より撮影開始、2008年9月20日に角川映画の配給で公開された。
「大政」を演じた岸部一徳の父・岸部徳之輔は、マキノ雅弘の旧制中学時代の親友である。一徳の弟・岸部四郎は1975年の連続テレビ映画『マチャアキの森の石松』で「法印大五郎」を演じている。「追分政五郎」こと「小政」は、従来の「追分三五郎」と「小政」とを合体させたキャラクターであり、1本に映画の時間内に両者を登場させたかったために苦肉の策の設定変更であった。

#### 主なキャスト
- 清水次郎長 - 中井貴一
- お蝶 - 鈴木京香
- 大政 - 岸部一徳
- 法印大五郎 - 笹野高史
- 森の石松 - 温水洋一
- 小政（追分政五郎） - 北村一輝
- 桶屋の鬼吉 - 近藤芳正
- 大野の鶴吉 - 木下ほうか
- 関東綱五郎 - 山中聡
- 沼津の佐太郎 - 大友康平
- 黒駒の勝蔵 - 佐藤浩市
- 保下田の久六 - 蛭子能収
- 三馬政 - 竹内力
- 小松村お園 - 木村佳乃
- 投節お仲 - 高岡早紀
- おきん - 真由子
- お千 - 前田亜季
- お駒 - 荻野目慶子
- 大熊 - 春田純一
- 玉屋の佐十郎 - 玄海竜二
- 鬼吉の父 - 長門裕之
- 津向の文吉 - 本田博太郎
- おしま - ともさかりえ
- おきつ - いしのようこ
- おぬい - とよた真帆
- 和田島の太左衛門 - 竹脇無我
- 小川の武一 - 西岡徳馬
- 赤鬼の金平 - 螢雪次朗
- 甲斐の祐典仙之助 - 高知東生
- 猿屋の勘助 - 寺田農
- 平太郎 - 上杉祥三
- お夏 - 烏丸せつこ
- お朝 - 浅利香津代
- 和田島の女房 - 朝丘雪路
- 大岩 - ユキリョウイチ
- 小岩 - 田中章
- 駿府の役人 - 浅見小四郎
- 鬼吉の母 - 草村礼子
- 親分衆 - 勝野洋、六平直政、梅津栄
- 身受山の鎌太郎 - 尾上松緑
- 久六の子分 - 川井つと、須田邦裕、神木優、西村覚、本橋馨
- 祐典仙之助の子分 - 古村隼人、七海智哉、河口博昭、田中あきはる
- 左十郎の子分 - 島口哲朗、福田高士、磯部真也、渡邊寛九郎、大倉洪志
- 大熊の子分 - 澤克巳、松井正樹

#### スタッフ
- 企画・製作：鈴木光
- 監督：マキノ雅彦
- 製作：川城和実、杉田成道、井上泰一
- プロデュース：坂本忠久
- 脚本：大森寿美男
- 音楽：宇崎竜童
- オーケストレーション：前田俊明
- 撮影：加藤雄大
- 照明：西表燈光
- 編集：田中愼二
- 美術：小澤秀高
- 録音：阿部茂
- 監督補：中西健二
- 音響効果：伊藤進一（カモメファン）
- 音楽編集：浅梨なおこ
- 殺陣指導：島口哲朗
- 殺陣：玄海竜二
- 操演：村石義徳（亀甲船）
- VFX：パイプライン、NTTメディアラボ
- 現像：IMAGICA
- スタジオ：日活撮影所
- 製作プロダクション：光和インターナショナル
- 製作委員会：光和インターナショナル、バンダイビジュアル、時代劇専門チャンネル、角川映画
- 上映時間：126分

## テレビ映画

### 東宝製作
東宝・フジテレビが製作・連続ドラマとして本放映した。
- 『次郎長三国志』（1964年1月8日から同年6月24日まで全24話[注釈 3]） - 安井昌二 主演[25]

### 東映製作
東映・NET並びにANB（共に現在のテレビ朝日）の2度の製作並びに連続ドラマとして本放映した。
- 『次郎長三国志』（1968年4月7日から同年9月29日まで全26話） - 中野誠也 主演
- 『次郎長三国志』（1974年4月9日から同年9月24日まで全23話） - 鶴田浩二 主演

同じく東映・テレビ朝日の2度製作並びに新春時代劇スペシャルとして本放映した。
- 『次郎長三国志 東海道の暴れん坊』（1988年1月3日） - 高橋英樹 主演
- 『次郎長三国志 勢揃い二十八人衆喧嘩旅!』（1998年1月3日） - 北大路欣也 主演

### 松竹製作
松竹・テレビ東京の2度の製作並びにテレビ東京の正月時代劇「12時間超ワイドドラマ」として本放映された。
- 『次郎長三国志』全六部（1991年） - 高橋英樹 主演
- 『次郎長三国志』全六部（2000年） - 杉良太郎 主演

### 国際放映製作
国際放映・フジテレビが製作しフジテレビ系『金曜エンタテイメント』枠にて『清水次郎長物語』のタイトルで放送された。
- 『清水次郎長物語』（1995年3月3日） - 松平健 主演[26]

## 他の次郎長もの
マキノ雅弘は上述の作品以外にも多数の「次郎長もの」映画を手掛けており、「次郎長ものの神様」と呼ばれた。マキノが手掛けた次郎長関連作品は以下の通りである（「マキノ正博」名義含む）。
1. 『幕末風雲記 堀新兵衛の巻 新門辰五郎の巻 清水次郎長の巻』 （マキノプロダクション、1931年）
2. 『次郎長裸旅』 （マキノトーキー製作所、1936年）
3. 『決戦荒神山』 （マキノトーキー製作所、1936年）
4. 『清水港』 （日活、1939年）
5. 『続清水港』 （『清水港代参夢道中』）（日活、1940年）
6. 『次郎長三国志』東宝版全九作（東宝、1952年 - 1954年）
7. 『次郎長遊侠伝 秋葉の火祭り』 （日活、1955年）
8. 『次郎長遊侠伝 天城鴉』 （日活、1955年）
9. 『清水港の名物男・遠州森の石松』 （『海道一の暴れん坊』のリメイク）（東映、1958年）
10. 『喧嘩笠』 （東映、1958年）
11. 『清水港に来た男』 （東映、1960年）
12. 『若き日の次郎長 東海の顔役』 （東映、1960年）
13. 『若き日の次郎長 東海一の若親分』 （東映、1961年）
14. 『若き日の次郎長 東海道のつむじ風』 （東映、1962年）
15. 『次郎長と小天狗 殴り込み甲州路』 （東映、1962年）
16. 『次郎長三国志』東映版全四作（東映、1963年 - 1965年）
17. 『マチャアキの森の石松』（連続テレビドラマ、NET・国際放映、1975年）